# Musaranya d'aiguamoll
La musaranya d'aiguamoll (Crocidura mariquensis) és una espècie de musaranya que viu a Angola, Botswana, República Democràtica del Congo, Moçambic, Namíbia, Sud-àfrica, Eswatini i Zàmbia.